# Miguel Ángel Santoro
Miguel Ángel Santoro Marcote (Sarandí, 27 de fevereiro de 1942) é um ex-goleiro argentino que atuou por 343 jogos pelo Independiente. Foi convocado para a Copa do Mundo de 1974.

## Títulos
Independiente
- Campeonato da Primeira Divisão: 1963
- Campeonato Nacional: 1967
- Campeonato Metropolitano: 1970, 1971
- Copa Libertadores da América: 1964, 1965, 1972, 1973
- Copa Interamericana: 1973
- Copa Intercontinental: 1973